# Ritratto di giovane (Dürer)
Il Ritratto di giovane è un dipinto a olio su tavola di tiglio (28x26 cm) di Albrecht Dürer, datato 1500 e conservato nell'Alte Pinakothek di Monaco di Baviera.

## Storia
L'opera è citata per la prima volta in un inventario del 1616 della raccolta di Paulus Praun a Norimberga, descritto come ritratto virile a opera del fratello di Albrecht, Hans Dürer. In tale collezione rimase fino alla fine del Settecento, quando fu acquistata dal principe ereditario Luigi di Baviera.
Poco dopo si assegnò l'attribuzione ad Albrecht, e si volle riconoscere nel soggetto Hans, senza alcun riscontro: l'effigie non coincide infatti con il ritratto di Hans a punta d'argento oggi nella National Gallery of Art di Washington. 
In un'epoca imprecisata vennero aggiunte due sottili strisce ai lati, per aumentarne le misure in modo da accordarsi a una cornice già esistente o a fare da pendant ad un'altra opera della quadreria. 

## Descrizione e stile
Sullo sfondo scuro emerge un volto maschile ben illuminato. L'inquadrature è molto stretta, limitando la visione alla sola faccia e il collo, con tratti energici del volto, ritagliato sulle gradazioni del giallo, del marrone e, nel caso dell'abito e del cappello, del rosso. Gli occhi chiari sono fissi ed espressivi, le ciglia sottili, il naso dritto e robusto, la bocca stretta e leggermente imbronciata, il mento appuntito, gli zigomi scavati. La data dorata in alto a sinistra ha i numeri bizzarramente distorti, quasi a formare un arabesco.